# أوستين فلينت
أوستن فلينت الثاني (بالإنجليزية: Austin Flint II)‏ (28 مارس 1836 - 21 سبتمبر 1915) طبيب أمريكي أجرى تحقيقات تجريبية واسعة في علم وظائف الأعضاء البشرية، وساهم في العديد من الاكتشافات الهامة. ساعد في إنشاء وظيفة الجليكوجين في الكبد. أظهر أن واحدة من وظائف الكبد هو فصل الدم عن الكولسترين، والتي أصبحت مكونا للصفراء، وتحول بعد ذلك إلى ما أسماه «ستيركورين» (المعروف باسم كوبروستيرول)، وهو أساس رائحة البراز.

## حياته

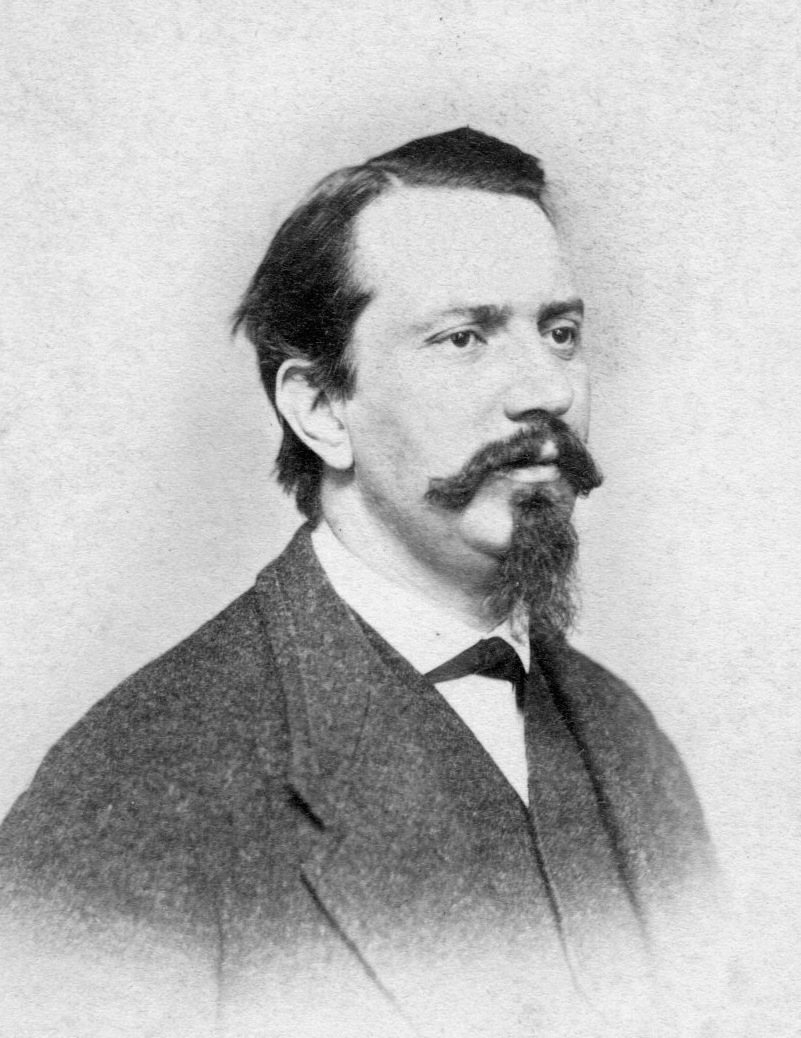
أوستن فلنت، الابن

ولد في 28 مارس 1836 في نورثهامبتون ، ماساتشوستس للدكتور أوستن فلينت الأول (1812-1886)، الذي ساعد في العثور على كلية بيليفو الطبية، وآن بالش سكيلينغز (1814-1894). كانت شقيقته الصغرى سوزان ويلارد فلينت (1838-1869)، تزوج بريفيت ماجور ج. غروفر. وشملت عماته السيدة سوزان ويلارد جيويت والسيدة إليزابيث هينشو ثيفريك.
حضر محاضرات طبية في جامعة لويفيل من 1854 إلى 1856 وفي مدرسة طب هارفارد قبل تخرجه من كلية جيفرسون الطبية، فيلادلفيا (بنسيلفانيا) في عام 1857.

## عمله
من 1857 إلى 1859 كان رئيس تحرير مجلة بوفالو الطبية، وجراح مستشفى بافلو سيتي، وأستاذ علم وظائف الأعضاء وعلم التشريح المجهري في جامعة بافالو. في عام 1859، ذهب إلى مدينة نيويورك مع والده وعين أستاذا في علم وظائف الأعضاء في كلية نيويورك الطبية. كان أستاذا في علم وظائف الأعضاء في كلية الطب في نيو أورليانز في عام 1860 ودرس في أوروبا في 1860 و 1861.
كان أستاذا في علم وظائف الأعضاء وعلم التشريح المجهري في كلية الطب في مستشفى بلفيو بمدينة نيويورك من عام 1861 حتى تم توحيد هذه المؤسسة مع القسم الطبي لجامعة نيويورك في عام 1898 عندما عين أستاذا في علم وظائف الأعضاء في كلية طب ويل كورنيل بـ جامعة كورنيل.
كان في عام 1874، الجراح العام في نيويورك. وكان عضوا في اللجنة التنفيذية لجمعية سجن نيويورك في عام 1890. كما كان فلينت رئيسا للجمعية الطبية لولاية نيويورك في عام 1895؛ رئيس الجمعية الطبية لمدينة نيويورك الكبرى في عام 1899.
وكان عضوا في المنظمات العلمية التالية: الجمعية الطبية الأمريكية؛ جمعية مقاطعة نيويورك الطبية؛ الأكاديمية الأمريكية للطب؛ رابطة الجراحين العسكريين في الولايات المتحدة؛ الرابطة الأمريكية للنهوض بالعلوم؛ وأكاديمية العلوم، والجمعية الطبية الطبية النفسية، التي أصبح عضوا فيها في عام 1899. وكان أيضا عضوا في جمعية القرن في نيويورك.

## حياته الشخصية
تزوج فلينت في بالستون، نيويورك في 23 ديسمبر 1862، إلى إليزابيث بي ماكماستر. كان لديهم أربعة أطفال، واحد منهم كان يدعى أوستن فلينت الثالث، وكان الخامس طبيبا.
توفي في 21 سبتمبر 1915 في مانهاتن، مدينة نيويورك.

## مصطلحات
- ممر فلينت - قوس الشرايين والأوردة في قاعدة الأهرامات الكلوية.

معجم دورلاند الطبي (1938)

## وصلات خارجية
- أوستين فلينت على موقع فايند أغريف